# Los Metates
Los Metates är en ort i Mexiko.   Den ligger i kommunen Azoyú och delstaten Guerrero, i den sydöstra delen av landet, 300 km söder om huvudstaden Mexico City. Los Metates ligger 21 meter över havet och antalet invånare är 124.
Terrängen runt Los Metates är huvudsakligen platt, men åt nordost är den kuperad. Runt Los Metates är det glesbefolkat, med 13 invånare per kvadratkilometer. Närmaste större samhälle är Cuajinicuilapa de Santa Maria, 20,0 km sydost om Los Metates. Omgivningarna runt Los Metates är en mosaik av jordbruksmark och naturlig växtlighet.